# Кауфман, Карл
Карл Отто Курт Кауфман (нем. Karl Otto Kurt Kaufmann, 10 октября 1900 года, Крефельд, Пруссия, Германская империя — 4 декабря 1969 года, Гамбург, ФРГ), партийный и государственный деятель нацистской Германии, гауляйтер (15 апреля 1929 — 8 мая 1945) и рейхсштатгальтер (16 мая 1933 года — 8 мая 1945) Гамбурга, обергруппенфюрер СС (30 января 1943 года).

## Биография
Карл Кауфман родился в 1900 году в Крефельде в семье владельца прачечной. После обучения в школе и в Высшем реальном училище в Эльберфельде (совр. Вупперталь) работал подсобным рабочим в сельском хозяйстве. Незадолго до окончания Первой мировой войны в 1918 году он был призван в армию и отправлен на фронт, служил в пехоте и авиации. В 1919 году входил в состав «бригады Эрхарда», составной части Добровольческого корпуса. С 1920 года — член «Стального шлема», штурмовых батальонов, «Охранного союза». С 1921 года — в составе Добровольческого корпуса. В 1921 году вступил в НСДАП (29 августа 1935 года получил партбилет № 95), один из создателей нацистской организации в Руре. Участник Капповского путча, был арестован, но вскоре освобожден.
С июля по 26 сентября 1925 года вместе с Йозефом Геббельсом, Виктором Лютце, Шмицем возглавлял гау Рейнланд — Север, с 7 марта — 19 июня 1926 года вместе с Геббельсом и Францем Феликсом Пфеффером фон Заломоном — гау Рур. С 20 июня 1926 по 30 сентября 1928 года — гауляйтер Рура. Был обвинен в растрате партийных средств, а также в незаконном ношении наград, исключён из НСДАП, но вскоре восстановлен. С 15 апреля 1929 по 8 мая 1945 года — гауляйтер Гамбурга. С 14 сентября 1930 года — депутат Рейхстага. Член СС (билет № 119 495).
16 мая 1933 года стал имперским наместником и главой земельного правительства Гамбурга. С 1 сентября 1940 года — имперский комиссар обороны Х-го военного округа. С 30 мая 1942 года — имперский комиссар морских перевозок. С 24 августа 1942 года — имперский комиссар обороны Германской бухты, а с 16 ноября 1942 также и Гамбурга.
В апреле 1945 года эвакуировал Гамбург.
Карл Кауфман был арестован и интернирован союзниками 4 мая 1945 года. Британская армейская юстиция обвиняла его в «политической ответственности» за преступления в концлагере Нойенгамме под Гамбургом. Позднее Кауфман пострадал в автомобильной катастрофе, когда британцы повезли его в Нюрнберг свидетельствовать на процессе Международного военного трибунала. В 1948 году он был осуждён английским судом на 18 месяцев тюремного заключения, но уже 22 апреля 1949 года был освобождён по состоянию здоровья. Из-за опасения, что Кауфман скроется, 3 августа 1950 года он снова оказался в заключении и находился там до 18 ноября 1950 года. На процессе по денацификации в январе 1951 года его отнесли к III категории («незначительно виновный») и приговорили к конфискации имущества.
Чуть позднее Карл Кауфман вошёл в заговорщицкую неонацистскую организацию бывшего статс-секретаря Имперского министерства народного просвещения и пропаганды Вернера Наумана (так называемый «Кружок Наумана»), пытавшуюся возглавить неонацистское движение в ФРГ и использовать структуры Свободно-Демократической партии Германии для проникновения нацистов в законодательные и исполнительные органы власти ФРГ. В ночь с 14 на 15 января 1953 года Карл Кауфман был арестован вместе с другими её участниками британскими оккупационными властями. В конце марта 1953 года его отпустили из британского армейского госпиталя в Изерлоне.
С 1959 года Кауфман был компаньоном страховой компании своего бывшего заместителя по экономическим вопросам Отто Вольфа. Кроме того, он также был пайщиком химической фабрики. До самой своей смерти в 1969 году проживал в Гамбурге.